# San Fiorano
San Fiorano ist eine Gemeinde mit 1879 Einwohnern (Stand 31. Dezember 2023) in der Provinz Lodi in der italienischen Region Lombardei.

## Ortsteile
Im Gemeindegebiet liegen neben dem Hauptort die Wohnplätze Divizia, Lazzaretto und Regone.